# Julius Schlinck

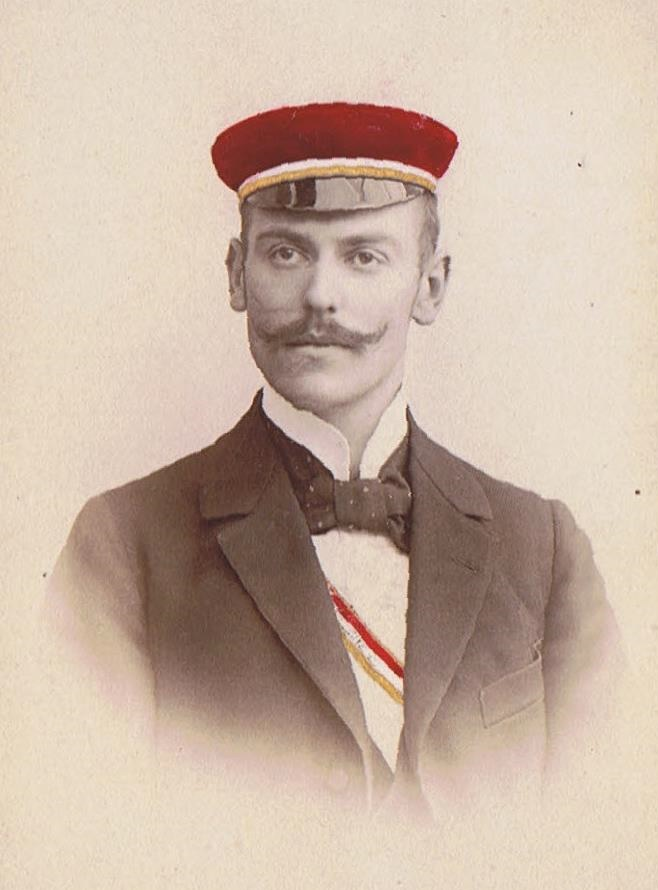
Julius Schlinck

Julius Engelbert Philipp Schlinck (* 28. Juni 1875 in Ludwigshafen am Rhein; † 31. Dezember 1944 in Hamburg) war ein deutscher Industrieller.

## Leben
Nach dem Besuch des Gymnasiums und dem Militärdienst als Einjährig-Freiwilliger in Mannheim studierte Julius Schlinck an der Hessischen Ludwigs-Universität Naturwissenschaften und Nationalökonomie. Von Herbst 1894 bis Herbst 1896 war er im Corps Starkenburgia aktiv. Als Inaktiver wechselte er an die Friedrich-Wilhelms-Universität zu Berlin, die ihn im Herbst 1898 zum Dr. phil. promovierte.
1899 erfolgte sein Eintritt in die väterliche Firma, die Firma Schlinck & Co. Er wurde Alleininhaber der Gesellschaft, die vegetabilische Fette und Öle unter dem Markenzeichen Palmin herstellte. 1908 wandelte Schlinck die Firma in eine Aktiengesellschaft um und verlegte ihren Sitz von Mannheim nach Hamburg-Wilhelmsburg. Während des Ersten Weltkrieges schied er aus dem Vorstand der H. Schlinck  Cie. AG aus und wechselte in deren Aufsichtsrat. Als Hauptmann der Landwehr diente er zwei Jahre an der West- und Ostfront. 1916 war er Abteilungschef beim Ober Ost in  Wilna. In  Mitau war er 1917 ein halbes Jahr Bevollmächtigter des preußischen Kriegsministers in Finnland.
Obwohl kein „Hamburger“, war Schlinck über viele Jahre stellvertretender Vorsitzender der Handelskammer Hamburg, Mitglied der Industriekommission, stellvertretender Vorsitzender des Verkehrsausschusses bei der Ständigen Tarifkommission der Deutschen Reichsbahn-Gesellschaft, Mitglied des Reichseisenbahnrates Hamburg-Hannover und Mitglied des Verkehrsausschusses des Deutschen Industrie- und Handelstages. Schlinck gehörte den Aufsichtsräten zahlreicher Aktiengesellschaften an. Hierzu gehörten die AG für In- und Auslandsunternehmungen in Hamburg, die Hamburg-Mannheimer Versicherungs-AG in Hamburg, die Hamburg-Bremer Feuerversicherungsgesellschaft in Hamburg, die Hamburg-Bremer Rückversicherungs-AG in Hamburg, die Hernsheim & Co in Hamburg, die Kühlhaus Centrum AG in Hamburg und die Cigarettenfabrik Gebrüder Mayer AG in Mannheim. Er war Mitglied des Academischen Clubs zu Hamburg. Es traf ihn schwer, dass sein einziger Sohn 1933 nicht Starkenburger werden konnte und er selbst nach dem Arierparagraphen ausscheiden musste.